# File-moi ta recette
File-moi ta recette est une émission culinaire réalisée par Scindya de Barros diffusée sur la Une de la RTBF tous les mercredis et samedis à 12h40. 
L'émission est présentée par Virginie Hocq et Eric Boschman.